# Bronius Pauža
Bronius Pauža (ur. 20 lipca 1941 w Žaliablėkiai w rejonie szakowskim) – litewski agronom i polityk, poseł na Sejm.

## Życiorys
W 1958 ukończył szkołę średnią w Gryszkabuda, a w 1965 studia rolnicze na Litewskiej Akademii Rolniczej. Do 1989 pracował w rolnictwie i administracji rolnej, był m.in. pierwszym zastępcą przewodniczącego państwowego komitetu rolno-przemysłowego Litewskiej Socjalistycznej Republiki Radzieckiej. Należał do Komunistycznej Partii Związku Radzieckiego. Od lat 90. zatrudniony na kierowniczych stanowiskach w inspekcjach rolnych, weterynaryjnych i zajmujących się badaniem jakości.
W 2003 wstąpił do Partii Pracy, w wyborach w wyborach w 2004 z jej ramienia uzyskał mandat poselski. W trakcie kadencji przeszedł do Litewskiej Partii Socjaldemokratycznej. W 2008 i w 2012 był ponownie wybierany do Sejmu.

## Odznaczenia
- Medal Rady Bałtyckiej – 2006[2]